# Ospitalità a gentili passanti
Ospitalità a gentili passanti (All the Kind Strangers) è un film televisivo del 1974 diretto da Burt Kennedy. Il film è stato trasmesso per la prima volta in Italia il 1º marzo 1981 su Canale 5.

## Trama
Vedendo un bambino camminare solo lungo la strada, il fotoreporter Jimmy Wheeler si offre di dargli un passaggio fino alla tetra dimora dove vive insieme ai sei fratelli orfani. A causa di un guasto al motore della sua auto l'uomo è costretto a fermarsi nella casa, dove scopre vivere anche Carol Ann, una donna tenuta prigioniera dagli orfani che la considerano la loro nuova madre. Carol Ann rivela a Jimmy che i sette fratelli hanno l'abitudine di uccidere gli uomini che rifiutano di diventare il loro nuovo padre.
Jimmy comprende così di essere stato attirato con l'inganno in quella casa e di essere stato prescelto degli orfanelli per diventare il nuovo padre. L'uomo scopre inoltre di essere tenuto prigioniero nella proprietà e di non aver possibilità di fuga perché i fratelli sono muniti di armi e hanno tre grossi cani da guardia.
Una notte, Jimmy e Carol tentano la fuga ma vengono catturati da Peter, il maggiore dei fratelli, che li minaccia con un fucile. Carol riesce a far capire ai fratelli che il loro comportamento è sbagliato ed essi decidono di lasciare liberi i due, nonostante il parere contrario di Peter. Jimmy dice ai fratelli che i servizi sociali potranno fornire a loro tutto l'aiuto di cui hanno bisogno. Peter capisce di aver sbagliato e si reca in città con Jimmy per chiedere aiuto ai servizi sociali.

## Curiosità
Il film è pubblicato in un DVD la cui copertina non ha nulla a che fare con il film: essa, infatti, mostra uno Stacy Keach molto più anziano di quanto non fosse all'epoca di produzione del film.